# Raymond Arroyo
Raymond Arroyo (20 de setembro de 1970) é um autor, jornalista e produtor americano. Ele é diretor de notícias e âncora principal da EWTN News. Ele criou e apresenta o programa de notícias The World Over Live (que celebrou seu 25º aniversário na EWTN em 2021) e é o autor da série Will Wilder. Ele também apresenta o segmento "Visto e Invisível" no The Ingraham Angle, do canal Fox News.
Arroyo nasceu em Nova Orleans, Louisiana e estudou na Brother Martin High School. Ele se formou na Tisch School of the Arts da Universidade de Nova York.   Ele declarou em rede nacional de TV (Fox News) que seu pai migrou da América Central e serviu como fuzileiro naval dos EUA.